# Giovanni Battista Chiaramonti
Pour les articles homonymes, voir Chiaramonti (homonymie).
Giovanni Battista Chiaramonti, né à Brescia le 2 mars 1731 et mort dans cette même ville le 22 octobre 1796, est un littérateur et jurisconsulte italien.

## Biographie
Giovanni Battista Chiaramonti naquit a Brescia le 2 mars 1731. Jeune encore, il fut admis dans les réunions de savants et de littérateurs que Giammaria Mazzuchelli formait chez lui. À l’âge de vingt-trois ans, il y lut une dissertation érudite : Sul Paterno Impero degli antichi Romani, qui fut imprimée dans le t. 5 de la Nuova Raccolta d’opuscoli scientifici e filosofici, Venise, 1759. Encouragé par ce succès, Chiaramonti lut dans la même société, en 1756, une autre dissertation de sa composition : Sopra il commercio, qui fut bientôt suivie d’une autre : Sulle accademie letterarie Bresciane. Il lit en outre plusieurs autres opuscules, qui furent imprimés, les uns à part, et les autres dans les deux volumes des Dissertazioni istoriche, scientifiche ed erudite, recitate nell’adunanza del Mazzuchelli, que Chiaramonti lui-même publia, en 1765, à Brescia. C’est à son zèle pour les lettres qu’on doit l’édition faite dans la même ville, en 1763, 2 vol. in-8°, de deux cent quarante-trois morceaux précieux de littérature du chanoine Paolo Gagliardi. La plume de Giovanni Battista Chiaramonti donna au public, indépendamment de ces productions, des Notizie intorno a Luigi Marcello, patrizio Veneto ; d’autres relatives au P. Gian Pietro Bergantini, au P. Francesco Lana de Terzi : celles qui ont rapport à ce dernier sont suivies d’une lettre sur la fameuse barque volante de ce jésuite, projet dans lequel on a cru voir un prélude de l’invention des aérostats.